# Grand-Champ
Grand-Champ é uma comuna francesa na região administrativa da Bretanha, no departamento Morbihan. Estende-se por uma área de 67,19 km². Em 2010 a comuna tinha 5 595 habitantes (densidade: 83,3 hab./km²).